# Clastoptera obtusa
Clastoptera obtusa är en insektsart som först beskrevs av Thomas Say 1825.  Clastoptera obtusa ingår i släktet Clastoptera och familjen Clastopteridae. Inga underarter finns listade i Catalogue of Life.

## Bildgalleri

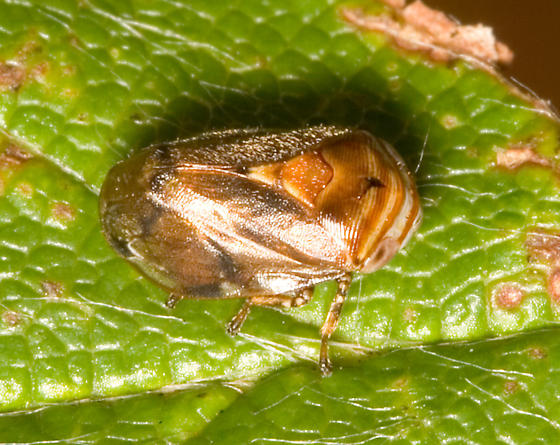